# Culture mauritanienne
La culture de la Mauritanie, pays d’Afrique du Nord-Ouest, désigne d'abord les pratiques culturelles observables de ses 4 000 000 d'habitants.
La culture mauritanienne, de par la position géographique de la Mauritanie, est un mélange de culture maure (arabo-berbère) et noire-subsaharienne.

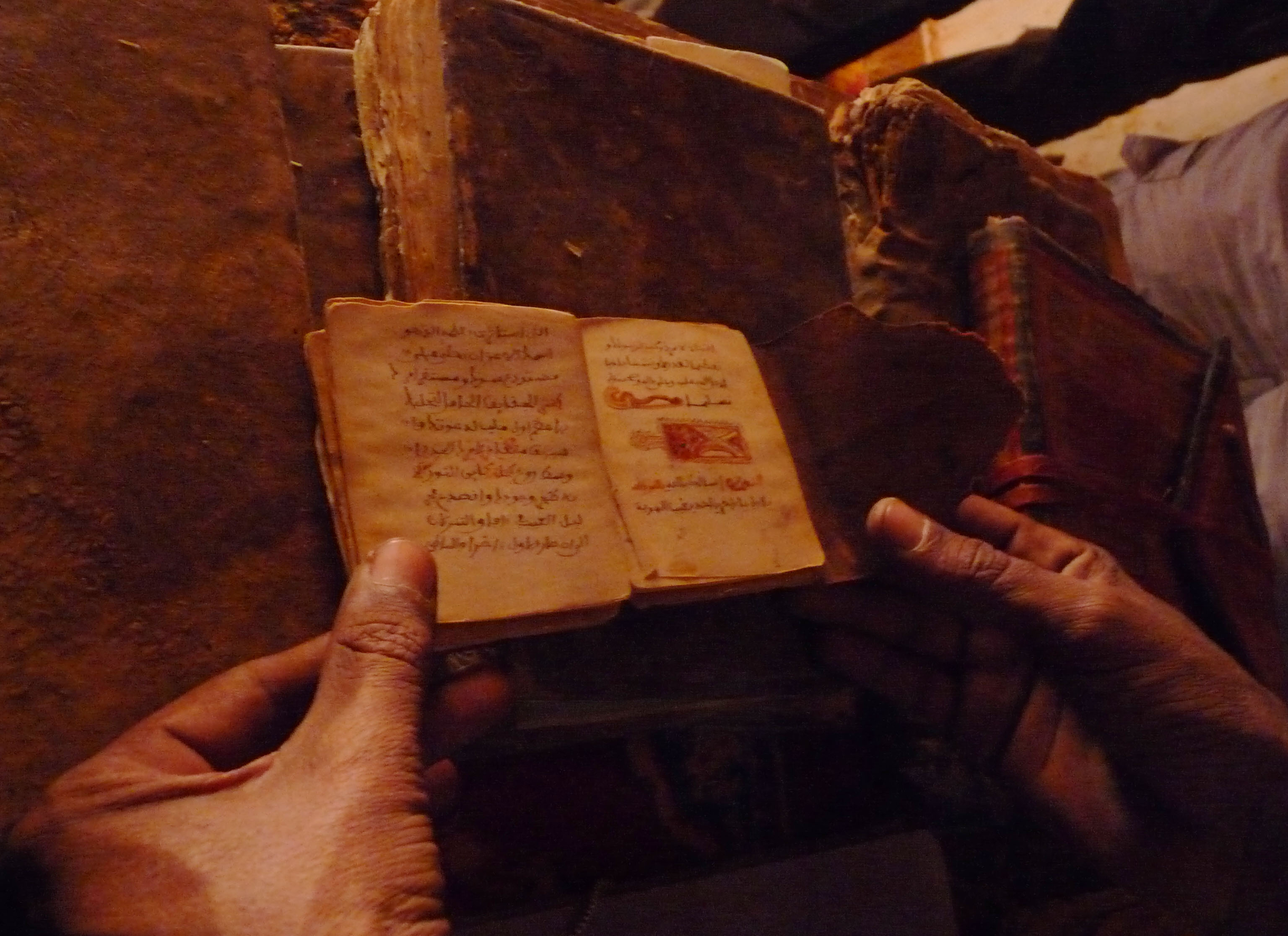
Manuscrit dans une bibliothèque de Chinguetti

Longtemps, la Mauritanie a été un lieu de convergence de divers courants de civilisations, Les empires (du Mali, du Ghana, du Maroc, etc.) qui se sont succédé, ont fait de la Mauritanie une terre d'échanges fertiles et de brassage ethnique et culturel aussi riches que variés.
Les villes historiques telles que Chinguetti, Ouadane, Tichitt et Oualata, classées par l'UNESCO au patrimoine mondial de l'humanité, sont l'une des expressions visibles de ce patrimoine et de la diversité qui ont marqué l’histoire de la Mauritanie.
Les universités du désert (universités traditionnelles) et ses bibliothèques où errent depuis des siècles plusieurs milliers de manuscrits inédits témoignent de la richesse et de l'originalité du patrimoine culturel mauritanien.
99 % des habitants de la Mauritanie sont des musulmans sunnites.

## Langues parlées en Mauritanie
La langue officielle est l'arabe, selon l'article 6 de la Constitution. Les langues parlées sont le hassaniyya (dialecte arabe) le pulaar, le soninké, le wolof. 
Cependant, la langue de communication reste incontestablement le hassaniya qui est parlé dans presque toutes les grandes villes mauritaniennes et dans le nord du pays.
Dans les grandes villes telles que Nouakchott et Nouadhibou, la deuxième langue de communication après le hassaniya est le pulaar. Le français est utilisé dans l’administration et dans les écoles. Parfois, elle sert de langue commune entre les différentes composantes de la société mauritanienne.

## Composantes ethniques de la société mauritanienne
- Ethnies en Mauritanie (de), Groupes ethniques en Mauritanie

### Les Maures
Les Maures de Mauritanie sont composés de Maures noirs dont la majorité est haratine.L'autre composante maure sont des Maures blancs, proches des Maghrébins, vraisemblablement tribus berbères arabisées (Senhadja) et tribus arabes.
La langue commune aux Maures noirs et blancs est le hassaniyya. Leur culture est similaire, à l'exception de celle des Maures noirs vivant dans le sud du pays, qui est plus proche de celle des Wolofs ou des Poulaars c'est-à-dire les Peuls de souche et d'autres communautés africaines venues se greffer aux Peuls et formant une communauté linguistique faisant du Peuls leur langue et leur facteur d'unité.
La musique traditionnelle chez les Maures tire son inspiration des chants guerriers et festifs nomades. Elle aborde, de manière récurrente, des thèmes comme la religion, la bravoure et même l'amour.
Les principaux artistes maures actuels sont :
- Maalouma Mint Mokhtar Ould Meidah. Elle est également membre du sénat de la Mauritanie.
- Dimi Mint Abba
- Garmi Mint Abba
- Ouleya Mint Amartichitt
- Sedoum Ould Eida
- Baba Ould Himbara

### Les Peuls
Les Peuls sont les plus représentés dans le continent noir et arrivent en deuxième position en Mauritanie après les Maures.
- Les principaux musiciens peuls sont :
  - Saidou Guédda
  - Barou Sall Ndiarou
  - Samaba Labboudou Ba Samba Hammat Gadio
  - Saidou Bâ
- Plus actuels :
  - Bakhan (alias Chico)
  - Ousmane Hamady Diop
  - Abou diouba Deh
  - Ousmane Guangué
  - Diamenteki (groupe de rap)
  - Minen Tey (groupe de rap)
- Les associations culturelles peules :
  - L'Association pour La Renaissance du Pulaar en République Islamique de Mauritanie (ARPRIM) ou Fedde Bamtaare Pulaar e Muritani (FBPM), créée en 1974 et reconnue par les pouvoirs publics le 4 juin 1976, est pionnière dans la promotion de la culture peule en Mauritanie. Elle a significativement contribué au recul de l'analphabétisme dans sa communauté. Elle a contribué à la prise de conscience sur la nécessité d'enseigner les langues nationales, ce qui s'est traduit, en 1979, par la création de l'Institut des langues Nationales et l'adoption des mesures de 1979 qui décidèrent de l'enseignement des langues nationales Pulaar, Sooninke et Wolof dans le système éducatif mauritanien. Elle est implantée dans toutes les régions du pays et continue encore aujourd'hui à être active. Elle anime actuellement le seul journal paraissant en langue nationale autre que l'Arabe en Mauritanie : Fooyre Bamtaare.
  - L'ONG de sensibilisation par le théâtre « Sifaa Hanki Pinal Hannde » qui signifie le passé au service du présent est une organisation qui œuvre pour la promotion de la culture mauritanienne en général et la culture peule en particulier. Elle est créée et fonctionne depuis 1979 et elle est officiellement reconnue en 2002 à travers le récépissé no 0396 du ministère de l'Intérieur.

### Les Soninkés

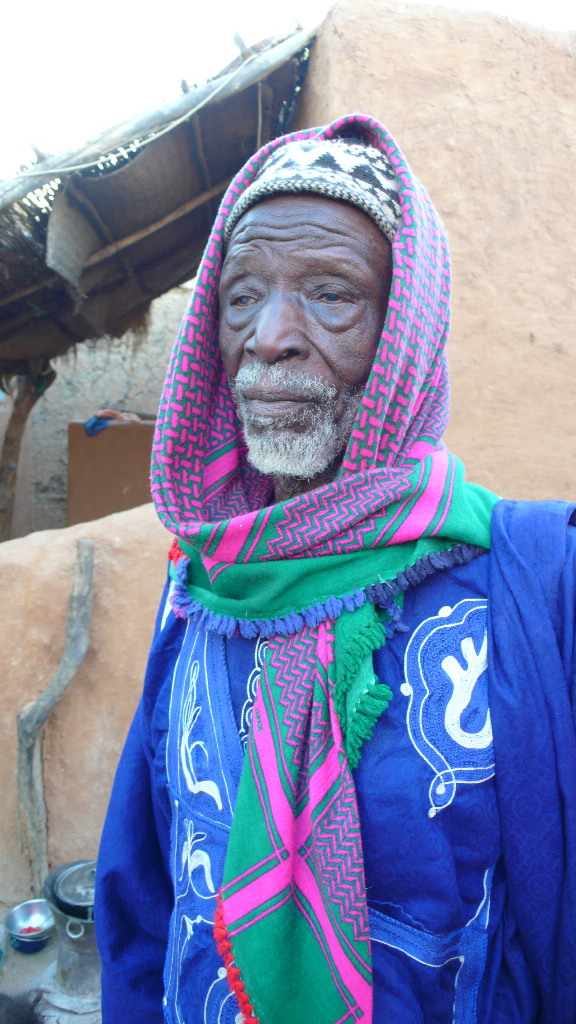
Vieil homme soninké au marché de Sélibabi

Ils se désignent eux-mêmes par le mot soninké qui est en réalité le singulier du mot soninko1, mais sont également appelés Sarakholés par les Wolofs, Marakas par les Bambaras, Wangara par les Malinkés, Wakoré par les Sonrhaïs, Aswanik ceux venant d'Assouan, ou encore Toubakaï.
Culturellement, les Soninkés sont tournés vers l'immigration.
Comme chez les Poulaars, la culture soninké est héritée et transmise oralement.
La culture soninké est immense, variée et concerne tous les aspects de la vie. Par les contes, le Soninké dès son jeune âge est préparé à acquérir les connaissances nécessaires qui l'aideront à guider ses pas vers la sagesse.
Les principaux musiciens Soninkés sont :
- Touré Kunda (groupe sénégalo-mauritanien)
- Ganda Fadiga
- Daby Touré
- Demba Tandia

On peut citer aussi, la percée du cinéaste Abderrahmane Sissako sur le plan international depuis quelques années.

### Les Wolofs
En Mauritanie, les Wolofs arrivent juste devant les Bambaras en pourcentage de la population et constituent environ 9 % de la population.
L’ethnie Wolof est localisée en grande partie dans le sud de la Mauritanie sur la rive du fleuve Sénégal mais est maintenant disséminée à travers tout le pays.

#### La langue wolof
Dans les grandes villes comme Nouakchott et Nouadhibou, le wolof est la deuxième langue de communication.
Dans les grandes capitales, le wolof arrive en deuxième position juste derrière le hassaniya comme langue de communication. Ainsi, avec le voisinage du Sénégal, la plupart des jeunes noirs mauritaniens écoutent la musique sénégalaise.
Les musiciens les plus connus sont principalement des groupes de Rap tels que Ceepee (CP : Consciences positives), Bads Diom de Garack, Djegui dof de N'Diago, etc.
D'autres femmes chantent la musique traditionnelle qu'elles ne modernisent pas jusqu'à présent. Ces musiques restent toujours chantées et écoutées dans le Walo (de Ndiago à Gani : Deux villages limitant respectivement le Walo de l'Ousest à l'Est).

### Les Bambaras
Officiellement, les Bambaras ne sont pas répertoriés comme une composante (une ethnie) en Mauritanie. On en rencontre à l'est du pays, mais souvent assimilés par les autres composantes auxquelles ils se sont mélangés.

## Religion
- Religion en Mauritanie, Islam en Mauritanie (99 %), Christianisme en Mauritanie (0,26 %),
- Religions traditionnelles africaines, Animisme, Fétichisme, Esprit tutélaire, Mythologies africaines
- Religion en Afrique, Christianisme en Afrique, Islam en Afrique
- Islam radical en Afrique noire
- Anthropologie religieuse

## Cuisine

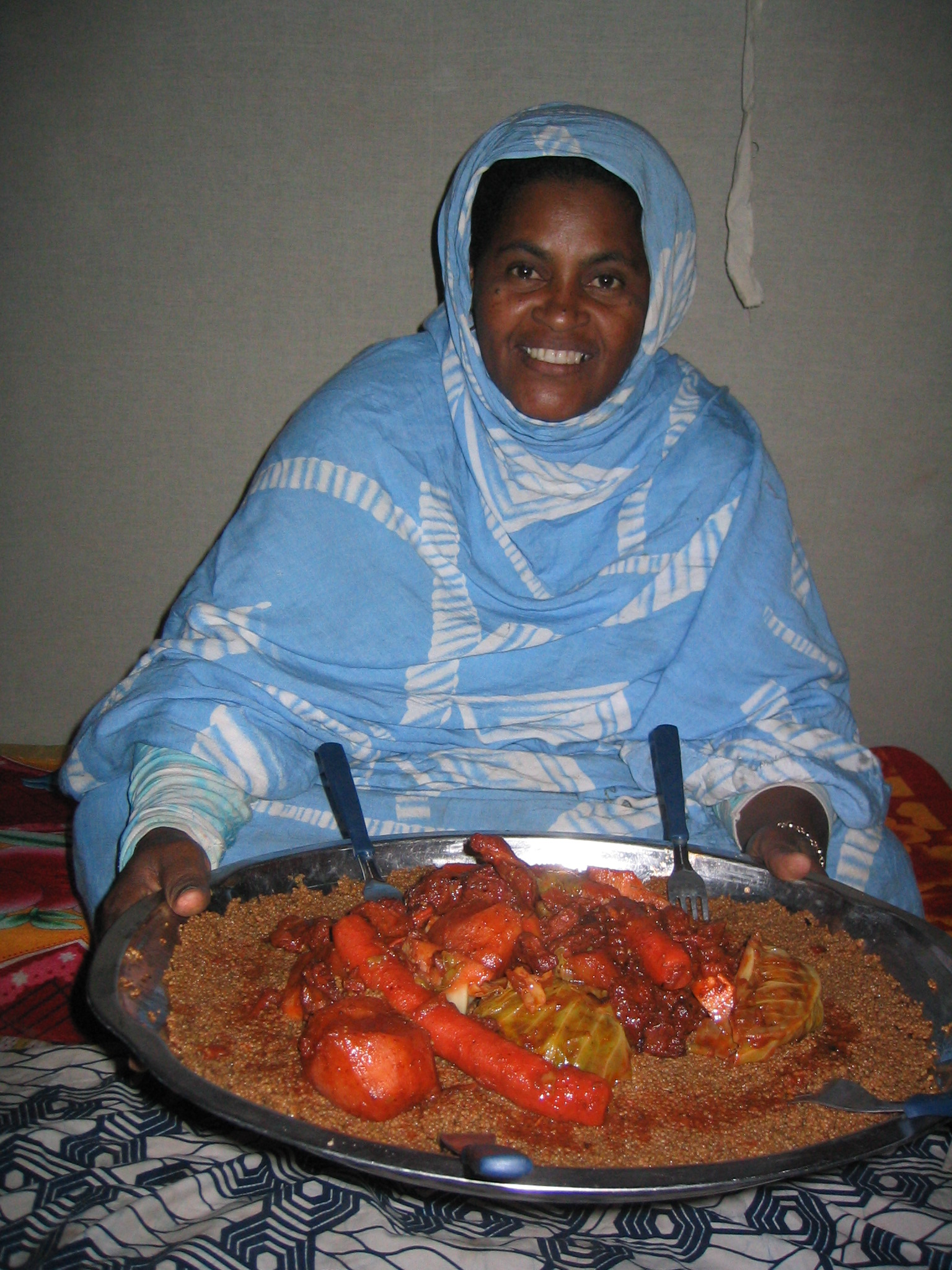
Couscous de dromadaire.

La boisson la plus consommée, surnommée « whisky mauritanien », est le thé. Le thé vert utilisé en Mauritanie s'obtient après un simple séchage des feuilles. Le thé est consommé à de nombreuses occasions chaque jour : chez soi, en visite, au travail ou encore en voyage. En général le thé se boit le matin, en milieu d'après midi et le soir après le repas.
Les principaux plats sont :
- Al-keçra : Galette en farine de blé ou d'orge cuite au four ou dans du sable préalablement chauffé à la braise. De nos jours, on la cuit en casserole.
- Kuskus (Gommu) : Base de la nourriture dans la plupart des régions du pays. On le prépare avec de la farine de mil, de blé, d'orge.
- Al mechwi : Viande cuite dans le sable (hofra, foyer).

Dans la vallée (sud et sud-est), la cuisine est très riche du fait des influences culturelles telles que arabe, sénégalaise, malienne et même touareg. On y trouve du :
- Lathiri : Aussi appelé Fouto chez les soninkés ou El Aïch en Hassanya,couscous très fin préparé à partir de la farine de sorgho ou de mil et même du riz qu'on mange arrosé de sauce tomate et accompagné de viande ou de poisson ou encore d'épinards et de légumes ou encore simplement avec du lait frais ou caillé (yaourt).
- Thieboudiene : Forme de riz au poisson la plus connue.
- Firire : Poissons de petite ou moyenne dimension, frits dans un bain d'huile.
- Fondé ou sombi : Bouillie assez légère, faite de grosses graines de couscous, de sorgho ou de mil servie avec du lait. Un plat festif chez les Soninkés.

## Éducation
- Système éducatif en Mauritanie
- Condition des femmes en Mauritanie
- École normale supérieure de Nouakchott
- Université libanaise internationale en Mauritanie
- Université de Nouakchott Al Aasriya

## Sports et jeux
- Dhamet[2]
- Sport en Mauritanie

## Médias
En 2016, le classement mondial sur la liberté de la presse établi chaque année par Reporters sans frontières situe la Mauritanie au 66e rang sur 180 pays. Des progrès significatifs avaient été accomplis au cours des dernières années, mais, en 2014, la condamnation à mort d'un blogueur pour apostasie, et le vote d’une loi sur la cybercriminalité inquiètent les journalistes qui s'autocensurent sur les sujets sensibles.
- Média en Mauritanie (en)
- Presse en Mauritanie (en),Ami, Cridem, Al Akhbar, L'authentic, Tahalil, Le Calame
- Radio en Mauritanie (en)
- Télévision en Mauritanie (en)
- Internet[5]

## Littérature
- Liste d'écrivains mauritaniens
- Littérature mauritanienne

## Artisanats
L'artisanat mauritanien est assez développé,

## Arts visuels
Parmi les artistes contemporains :
- Ould Meyne (1963-)
- Béchir Malum (1982-)
- Oumar Ball (1985-)[9],[10]
- Amy Sow (1977-)[11]
- Zeinebou Mint Chiaa (1986-)
- Sidi Yahya
- Saleh Lo
- Mamadou Anne
- Mohamed Bayini dit Mohamed Sidi

Le Centre Culturel Français de Nouakchott et/ou l'Institut franco-mauritanien proposent régulièrement des expositions d'art contemporain (dessin, peinture, sculpture...).

## Arts de scène

### Architecture
- Édifices mauritaniens (es)

### Musique
- Musique mauritanienne
- Ardîn (musique)

La musique maure ou hassani se situe au confluent des musiques arabe et de l'Afrique sub-saharienne. Elle est influencée par les sons des peuples noirs du sud.
La musique traditionnelle rappelle les exploits des princes guerriers des émirats et des empires qui ont existé en Mauritanie. Elle est assez élitiste. Aujourd'hui, une musique populaire jouée par des artistes contemporains est écoutée lors d'événements traditionnels tels que les mariages et les baptêmes.
Les principaux instruments de la musique maure ou hassani sont la Tidinit, l'Ardîn, le Tbol, etc.
Les instruments de musique se modernisent et remplacent la Kora, le Djembé, les Dum dum, le N'goni, la Tambin (flûte peule)…

### Théâtre
- Pratiques théâtrales en Mauritanie[13]

### Cinéma
- Cinéma mauritanien
- Liste de films mauritaniens (en)
- Réalisateurs : Med Hondo, Abderrahmane Sissako, Sidney Sokhana

Si la Mauritanie elle-même n'a pas de structures de production au moment de son indépendance, plusieurs cinéastes mauritaniens en exil sont actifs dès la fin des années 1960 puis les années 1970, comme Med Hondo (Soleil O en 1967, Les Bicots-nègres, vos voisins en 1973, Nous aurons toute la mort pour dormir en 1976, etc.) et Sidney Sokhona (Nationalité : immigré en 1975, Safrana ou le droit à la parole en 1977). 
Dans les années 1990, Karim Miské réalise plusieurs documentaires sur l'Afrique de l'Ouest (comme Culture hip-hop et Afrique de l'Ouest, la presse au pluriel en 1991) et plusieurs vidéos avec la documentariste Brigitte Delpech (Derrière le voile, la séduction en Mauritanie, 1993). 
Dans les années 2000, Abderrahmane Sissako se fait remarquer par ses films, notamment En attendant le bonheur (2002),, puis Bamako (2006) et Timbuktu (2014).

## Patrimoine
- Tourisme en Mauritanie
- Sécurité limitée[16]

### Musées et autres institutions
- Liste de musées en Mauritanie
- Sites archéologiques en Mauritanie (de)
- Anciens ksour de Ouadane, Chinguetti, Tichitt et Oualata

### Liste du Patrimoine mondial
Le programme Patrimoine mondial (UNESCO, 1971) a inscrit dans sa liste du Patrimoine mondial (au 12/01/2016) : Liste du patrimoine mondial en Mauritanie.

### Liste représentative du patrimoine culturel immatériel de l’humanité
Le programme Patrimoine culturel immatériel (UNESCO, 2003) a inscrit dans sa liste représentative du patrimoine culturel immatériel de l’humanité (au 15/01/2016) :
- 2011 : L’épopée maure T’heydinn (en)[17] (en danger).

### Discographie
- Mauritanie : chants de femmes Nemadi, Buda musique, Paris ; Universal, date?
- Musique et chants de Mauritanie, Auvidis, Paris, 1992
- Mauritanie : concert sous la tente (collec. Charles Duvelle), Universal Division Mercury, Antony, 1999
- Mauritanie : Azawan, l'art des griots, Maison des Cultures du Monde, Paris ; Auvidis, Antony, 1997-2001
- Mauritanie : du désert au fleuve (collec. Francis Corpataux), Arion, Paris, 2000
- Griots de Mauritanie : Hodh occidental (collec. Charles Duvelle), Universal Division Mercury, Antony, 2000
- Musique Maure : Mauritanie (collec. Charles Duvelle), Universal Division Mercury, Antony, 2002

### Filmographie
- Oualata ou le temps suspendu, film documentaire de Pierre Barde, CNRS Audiovisuel, Meudon, 1976, 60 min (VHS)
- Oualata ou la loi du Coran, film documentaire de Pierre Barde, CNRS Diffusion, Meudon, TSR, Service sciences et découvertes, 1976, 60 min (VHS)
- Une enquête filmée chez les Némadi, CNRS Audiovisuel, Meudon, 1977, 27 min (VHS)
- Derrière le voile, film documentaire de Brigitte Delpech et Karim Miské, Periscoop, Paris, 1993, 52 min (VHS)
- Les livres du désert, film documentaire d'Éric Pittard, Bibliothèque publique d'information, Paris, 2008 (2000), 55 min (DVD)
- Malouma : diva des sables, film documentaire de Cheikh N'diaye, Les Films du Paradoxe, Bois-Colombes, 2008, 53 min (DVD)